# Feng Xiaoting
Feng Xiaoting (chinesisch: 冯潇霆; Pinyin: Féng Xiāotíng; * 22. Oktober 1985 in Dalian, Provinz Liaoning) ist ein ehemaliger chinesischer Fußballspieler, der lange für Guangzhou Evergrande in der Chinese Super League spielt. Feng spielte auf der Position des Innenverteidigers.

## Vereinskarriere
Feng Xiaoting begann seine Fußballkarriere bei Sichuan Guancheng in der Liga-Saison 2003, in der er sich schnell als Stammspieler etablierte. Obwohl er erst 17 Jahre alt war, war er mehrere Spiele lang Kapitän und damit der jüngste Kapitän im chinesischen Profifußball.
Als vielversprechender Jugendspieler zog Feng schnell die Aufmerksamkeit von Dalian Shide auf sich, zu denen er in der Ligasaison 2005 wechselte, obwohl er verletzt war und einen großen Teil der frühen Phase der Saison verpasste. Trotzdem spielte er in der zweiten Hälfte der Saison eine wichtige Rolle, in der Dalian die chinesische Meisterschaft und den Pokal gewinnen konnte.
Nach einem zweijährigen Gastspiel in Südkorea bei Daegu FC und Jeonbuk Hyundai Motors entschied er sich kurz vor Beginn der Saison 2011, zurück nach China zu Guangzhou Evergrande zu wechseln. In derselben Saison konnte er mit Guangzhou Evergrande die chinesische Meisterschaft gewinnen und kassierte in der gesamten Ligasaison als Verteidiger nur 23 Gegentore. In den nächsten Jahren konnte Feng zu einem der besten chinesischen Fußballer aufsteigen und gewann noch sechs weitere Meisterschaften mit dem Klub sowie zweimal die AFC Champions League.

## Nationalmannschaft
Zuerst wurde Feng vom damaligen Trainer Arie Haan in die chinesische Nationalmannschaft berufen, der ihm am 17. März 2004 bei einem 2:0 gegen Myanmar das erste Mal spielen ließ. Der folgende Trainer Zhu Guanghu entschied, dass Feng zu unerfahren für die A-Nationalmannschaft sei. Stattdessen gehörte er zu der chinesischen U-23-Auswahl, die bei den Olympischen Sommerspielen 2008 spielte und in der Vorrunde scheiterte. Nach dem Turnier wurde Feng erneut in die A-Nationalmannschaft befördert, als ihn der damalige Trainer Vladimir Petrović für die Qualifikation zur Weltmeisterschaft 2010 einbezog. Er wurde Stammspieler der Nationalmannschaft und gewann 2010 die ostasiatische Fußballmeisterschaft. Am 20. November 2018 erzielte Feng sein erstes Länderspieltor bei einem 1:1-Unentschieden gegen Palästina.

## Erfolge
Dalian Shide
- Meister der Chinese Super League: 2005
- Sieger des Chinese FA Cup: 2005

Guangzhou Evergrande
- Meister der Chinese Super League: 2011, 2012, 2013, 2014, 2015, 2016, 2017
- Sieger des Chinese FA Cup: 2012, 2016
- Sieger des Chinese FA Super Cup: 2012, 2016, 2017, 2018
- Sieger der AFC Champions League: 2013, 2015

Nationalmannschaft
- Ostasienmeister: 2005, 2010

Individuell
- Aufnahme ins „Team of the Year“ der Chinese Super League: 2015, 2016, 2017, 2018
- Chinesischer Fußballer des Jahres: 2017